# Symboles du Zimbabwe
Le Zimbabwe possède un certain nombre de symboles notamment son drapeau et ses armoiries. Son histoire est marquée par l'histoire colonial, où le pays s'appelait Rhodésie  entre 1890 et 1980.  

## Les drapeaux de  Rhodésie
Entre 1890 et 1980, la Rhodésie a eu 6 drapeaux différents (en plus de l'Union Jack de 1923 à 1968).

### La Rhodésie du Sud sous l'administration de la BSAC (1890-1923)

Drapeau de la BSAC (1890-1923)

Entre 1890 et 1923, le drapeau de la British South Africa Company (BSAC) était en vigueur. 
Il s'agissait de l'Union Jack britannique avec au centre le lion impérial britannique.

### La colonie de Rhodésie du Sud (1923-1953)

drapeau de la colonie de Rhodésie du sud

De 1924 à 1953, le drapeau officiel de la colonie de Rhodésie du sud fut le blue ensign britannique sur lequel fut placé les armoiries de Cecil Rhodes (une pioche au milieu d'un blason vert) surmonté d'un lion britannique entouré de chardons.

### La fédération de Rhodésie et de Nyassaland (1953-1964)

Drapeau fédéral

Entre 1953 et 1964, la Rhodésie fut membre de la fédération de Rhodésie et Nyasaland laquelle disposa d'un drapeau similaire au blue ensign mais le blason amalgamait les représentations des 3 colonies.

### La colonie (rebelle) de Rhodésie du Sud (1964-1968)

Drapeau colonial

De 1964 à 1968, la Rhodésie reprit son drapeau colonial antérieur à la fédération mais avec un fond de couleur bleu azur. Il fut inchangé après la proclamation unilatérale d'indépendance par le gouvernement de Ian Smith le 11 novembre 1965. 

### La Rhodésie indépendante (1968-1979)

Drapeau emblématique de l'indépendance rhodésienne

Le 11 novembre 1968 fut hissé le drapeau de la Rhodésie indépendante gouvernée par Ian Smith. Considéré comme le drapeau rhodésien par excellence, il se présentait sous la forme de 3 bandes verticales verte, blanche, verte. Au milieu de la bande blanche se situaient les armoiries coloniales de Rhodésie soutenues par 2 gazelles à cornes et surmontées par l'oiseau jaune emblématique des ruines de Zimbabwé. Au pied du blason figurait sur une bandelette la devise du pays « Sit Nomine Digna » (Qu'elle soit digne de son nom).
Ce drapeau rhodésien fut très populaire parmi les colons et demeure pour les nostalgiques de la Rhodésie son véritable emblème. Il restera en vigueur jusqu'au 1er septembre 1979.

### Le Zimbabwe-Rhodésie (1979)

Le drapeau (peu imprimé) du Zimbabwe-Rhodésie

En 1979, après les accords internes de Salisbury entre le gouvernement de Smith et les noirs modérés, un sixième drapeau fut choisi pour symboliser la nouvelle Zimbabwe-Rhodésie. Présentant horizontalement 3 bandes rouges, blanches et vertes, l'oiseau jaune du Zimbabwé figurait sur une bande verticale noire à gauche du drapeau.
Ce drapeau restera en vigueur 6 mois de juin à décembre 1979, date à laquelle la Rhodésie revient sous le giron britannique. L'Union Jack devient alors le seul emblème du territoire rhodésien du 12 décembre 1979 au 17 avril 1980, date à laquelle le drapeau actuel du Zimbabwe sera hissé pour la 1re fois le jour de l'indépendance.

## Jours fériés
- Vendredi Saint
- Lundi de Pâques
- Jour de l'An
- Whit Monday - 1er lundi de juin
- Rhodes Day - 1er lundi de juillet
- Founders Day - 1er mardi de juillet
- Pioneer Day - 12 septembre
- Republic Day - 24 octobre
- Independence Day - 11 novembre
- Noël - 25 décembre
- Boxing Day - 26 décembre

## Un hymne national
La République de Rhodésie possédait un hymne, intitulé Rise O Voices of Rhodesia, qui fut officialisé le 26 août 1974 et demeura l'hymne rhodésien jusqu'en 1979.